# Anisodes argentosa
Anisodes argentosa là một loài bướm đêm trong họ Geometridae.